# Helmut Looß
Helmut Looß (Eisenach, 31 maggio 1910 – Lilienthal, 25 novembre 1988) è stato un militare tedesco.
Ufficiale delle SS e del Sicherheitsdienst, nell'estate del 1944 fu messo a capo della sicurezza della 16. SS-Panzergrenadier-Division "Reichsführer-SS". In questo periodo pianificò alcuni tra i più efferati crimini contro la popolazione civile avvenuti in Italia durante la seconda guerra mondiale.

## Biografia

### La carriera all'interno del NSDAP
Compiuti gli studi frequentò giurisprudenza presso la Friedrich-Wilhelms-Universität di Berlino. Dopo soli sei mesi nella capitale tedesca si trasferì a Königsberg, dove continuò gli studi universitari. Qui iniziò a frequentare gruppi studenteschi pangermanisti e antisemiti legati al Partito Popolare Nazionale Tedesco. Lasciata anche la Prussia orientale si spostò a Gottinga dove studiò filosofia della politica e si avvicinò al partito nazista entrando nella lega giovanile hitleriana. Entrato nel 1933 nelle SS, ricoprì incarichi per conto del NSDAP nella sua cittadina natale come oratore e propagandista. Verso la metà degli anni trenta si avvicinò al Movimento per la fede tedesca, un'organizzazione religiosa di stampo neopagano, razzista e anticattolico, salvo poi allontanarsene nel 1936 per fare carriera all'interno del partito nazista. Nel novembre 1937 fu nominato SS-Untersturmführer e richiamato a servizio nello Sicherheitsdienst per contrastare le attività dei movimenti cattolici ed occuparsi di affari ecclesiastici. Inviato a Roma per conto del servizio segreto nazista e messo agli ordini di Herbert Kappler, fu richiamato in patria nel 1943.

### I massacri
Inviato sul fronte orientale dove comandò la Sicherheitspolizei a Charkiv e poi a Dnipropetrovs'k, nel maggio 1943 fu trasferito a Smolensk. Preso il comando del Sonderkommando 7c della Einstazgruppe, nel settembre 1943 diresse il massacro di 700 civili, principalmente donne e bambini, tenuti prigionieri a Roslavl'. Diresse poi un'analoga operazione di liquidazione di detenuti a Homel'. Spostatosi nella zona di Babrujsk, nella Bielorussia orientale, istituì uno Jagdkommando impegnato nella lotta antipartigiana per mantenere l'ordine nelle retrovie del fronte. Looß diresse così una serie di operazioni volte ad eliminare ebrei e partigiani che culminarono nel massacro di centinaia di civili e all'incendio di interi villaggi. Nel marzo 1944 per svuotare le carceri di Babrujsk ricorse nuovamente a fucilazioni di massa. In quello stesso periodo il Sonderkommando guidato da Looß deportò 50.000 civili bielorussi per evitare di razionare il cibo.
Nel luglio 1944 fu assegnato al comando della sicurezza della 16. SS-Panzergrenadier-Division "Reichsführer-SS", un reparto che in Italia presidiava il settore occidentale della Linea Gotica. Fu incaricato dal suo diretto superiore, il generale Max Simon, della direzione della lotta antipartigiana.
A partire dall'estate 1944 Looß pianificò così una serie di operazioni antipartigiane e di eccidi contro i civili, diretti sul campo dall'SS-Sturmbannführer Walter Reder, che insanguinarono il nord-ovest della Toscana. L'apice della violenza venne raggiunto con i massacri di Sant'Anna di Stezzema, di San Terenzo Monti e di Vinca. Accanto a questi tre episodi ve ne sono altri che presentano evidenti somiglianze con il modus operandi dell'ufficiale, come la liquidazione di massa di prigionieri, il ricorso agli incendi per uccidere gli abitanti dentro le loro case e l'odio verso il clero cattolico. È il caso delle stragi di Marzabotto, delle Fosse del Frigido, della Romagna e di Farneta. In aggiunta tutti questi eccidi ebbero come protagonisti gli uomini della "Reichsführer-SS", e avvennero proprio nel periodo in cui prestava servizio nel reparto Looß.

### Dopoguerra
Dopo la guerra Looß fece perdere le tracce, salvo poi ricomparire nel maggio 1945 nel nord della Germania. Durante il processo di denazificazione fornì un'identità falsa e mentì sul suo passato di nazista e militare giocando anche sul fatto di citare come referenze persone residenti nella zona d'occupazione sovietica, e quindi di difficile verificabilità. Frequentò poi un corso di formazione per insegnanti a Brema ottenendo poi una cattedra di ruolo nel 1952. In quegli stessi anni in Italia veniva processato per le stragi di Sant'Anna di Stazzema e Marzabotto il suo sottoposto Reder. Sebbene gli inquirenti italiani fossero ben consci del ruolo da lui ricoperto nei vari massacri, per le autorità di Roma risultava morto e nessuno verificò il suo effettivo decesso. Looß continuò vivere sotto falso nome sino al luglio 1954, quando l'ex ufficiale nazista si rivelò in una lettera ad un politico locale della SPD. Sottoposto ad un'indagine, ne uscì del tutto indenne continuando a lavorare come insegnante del tutto indisturbato. Nel 1961 si candidò senza successo per il Partito Liberale Democratico. Sul finire degli anni sessanta venne nuovamente attenzionato dagli inquirenti tedeschi per il suo passato da ufficiale nazista e per questo motivo venne sospeso dall'insegnamento.